# Physetostege miranda
Physetostege miranda là một loài bướm đêm trong họ Geometridae.